# Pouhon

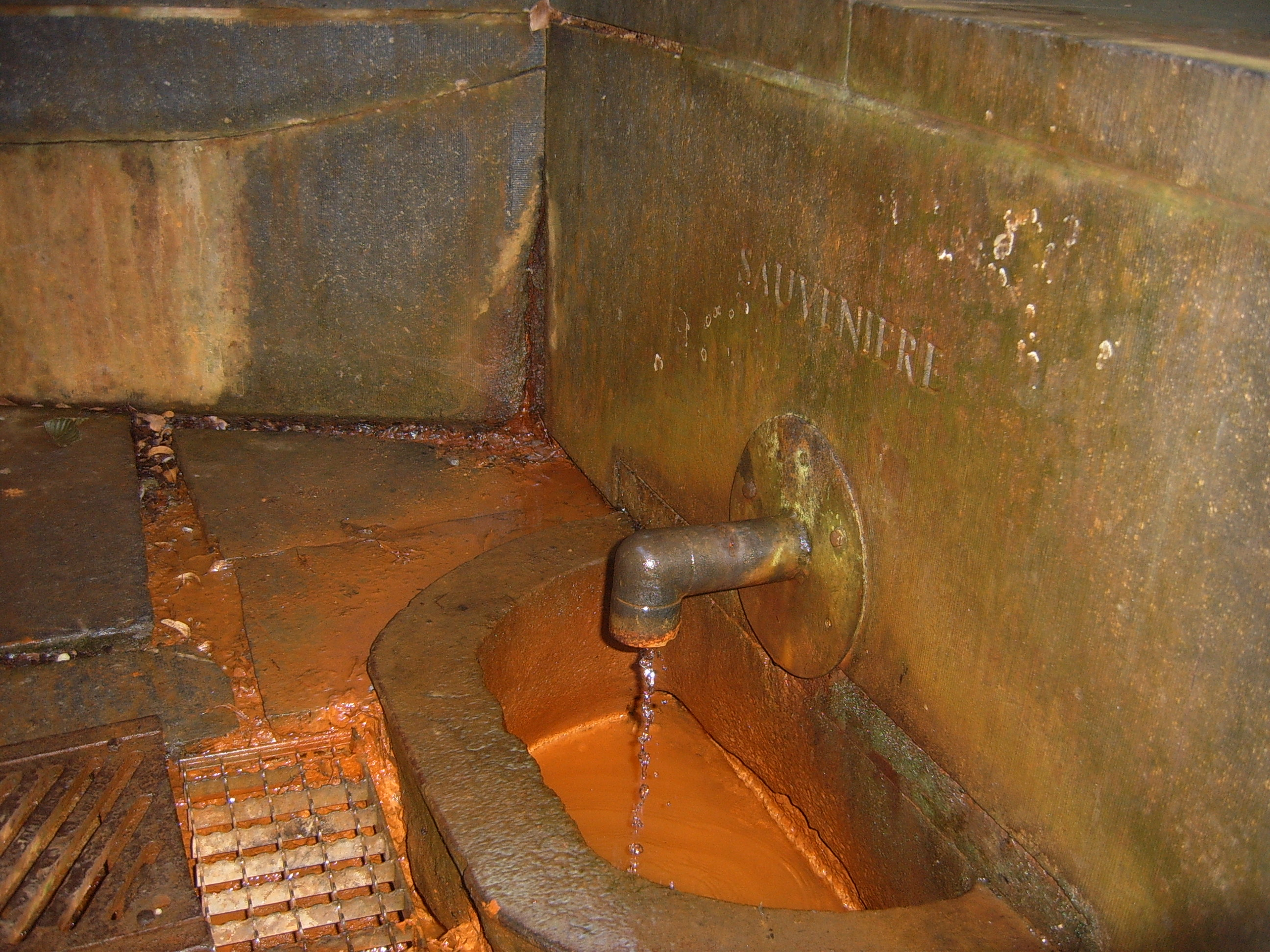
Pouhon de la source de la Sauvenière à Spa.

Un pouhon est le nom local en Ardenne liégeoise d'une source minérale ferrugineuse naturellement gazeuse. Ceux de la ville de Spa ont fait la réputation de la ville. Ces biotopes particuliers sont généralement colonisés par des ferrobactéries.

## Étymologie
« Pouhon » est un terme wallon (« poujhon », prononcé « poûhon » à l'Est de la Wallonie, « poûjon » à l'Ouest et au Sud), dérivé du verbe « poujhî » (« poûhî », « poûjî »), en français « puiser », c’est-à-dire, « l'endroit où l'on puise (de l'eau) ».
Une ancienne graphie du mot est « pouxhon ». Le « x » devant le « h » sert à indiquer un « h » soufflé, c'est-à-dire prononcé avec une forte expiration, ce « x » s'écrivait plus bas que le « h » comme un « indice » et il ne doit pas être prononcé, on retrouve cette graphie dans de nombreux noms de lieu de Wallonie : xHoffrai, xHignesse.

## Géographie
Les pouhons jaillissent en diverses vallées de Haute Ardenne. On les retrouve essentiellement à proximité du plateau des Hautes Fagnes et du plateau des Tailles.

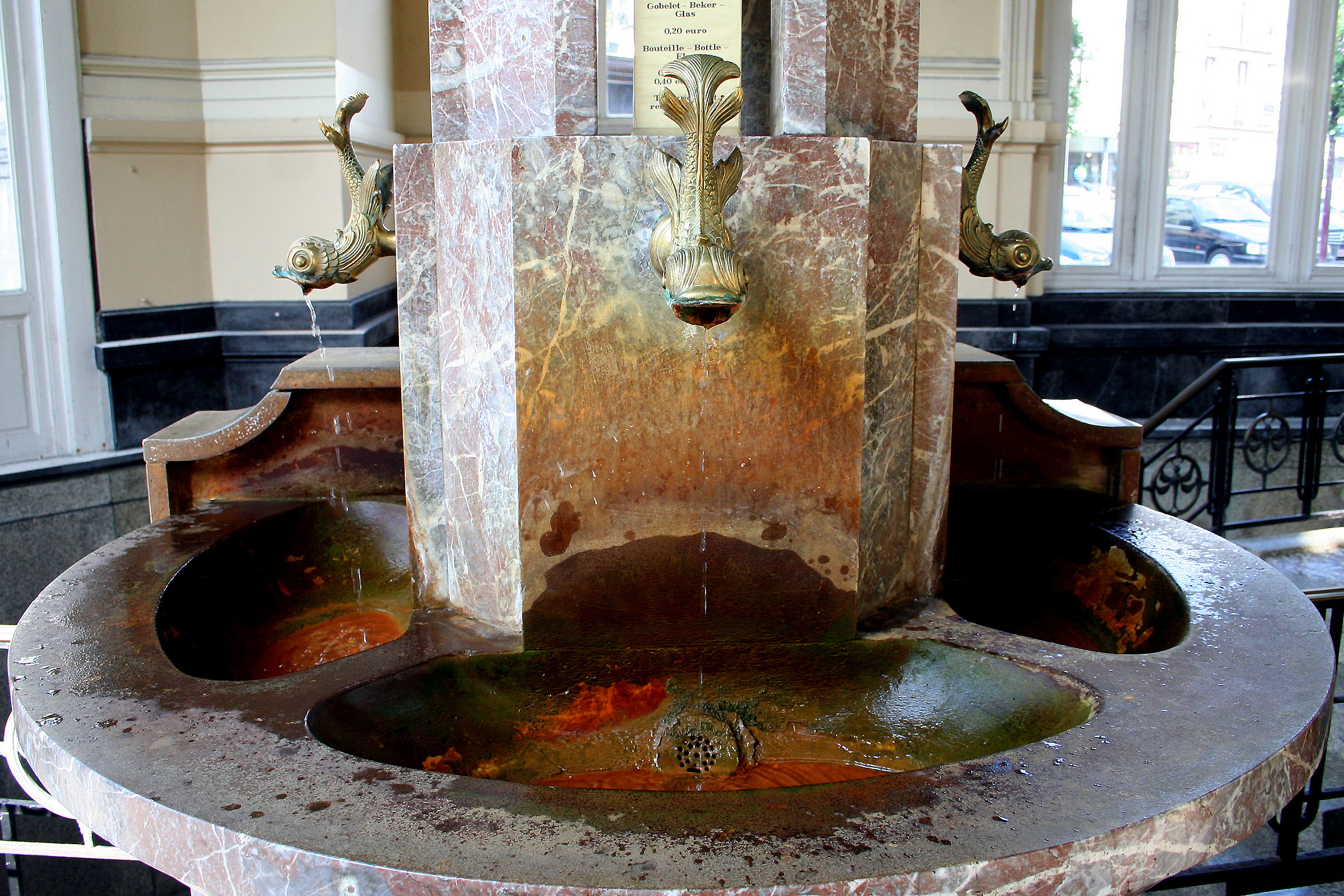
Fontaines du Pouhon Pierre le Grand.

## Spa
Le plus célèbre pouhon est celui du centre de la ville de Spa : le pouhon Pierre le Grand. Il fait référence au séjour de ce tsar à Spa en 1717.

### Spa-Francorchamps
Un des virages du circuit de Spa-Francorchamps porte le nom de « pouhon ». Plusieurs pouhons sont en effet présents au sein de la boucle, dont les pouhons de Blanchimont.
Par ailleurs, le pouhon de Bernister se trouve en amont du circuit sur l'Eau Rouge.

## Stavelot-Malmedy
Au sud-est de Spa, dans les communes de Malmedy et de Stavelot, on dénombre également de nombreux pouhons. Le médecin liégeois Gilbert Lymborch en liste une douzaine dans la région au milieu du XVIe siècle.

## Ferrières
Un pouhon, source ferrugineuse et bouillonnante de gaz carbonique, sortant  d'un tronc d'arbre fossilisé, juste à côté de Ferrières à  Vieux-Fourneau, d'un diamètre de 40 cm environ.

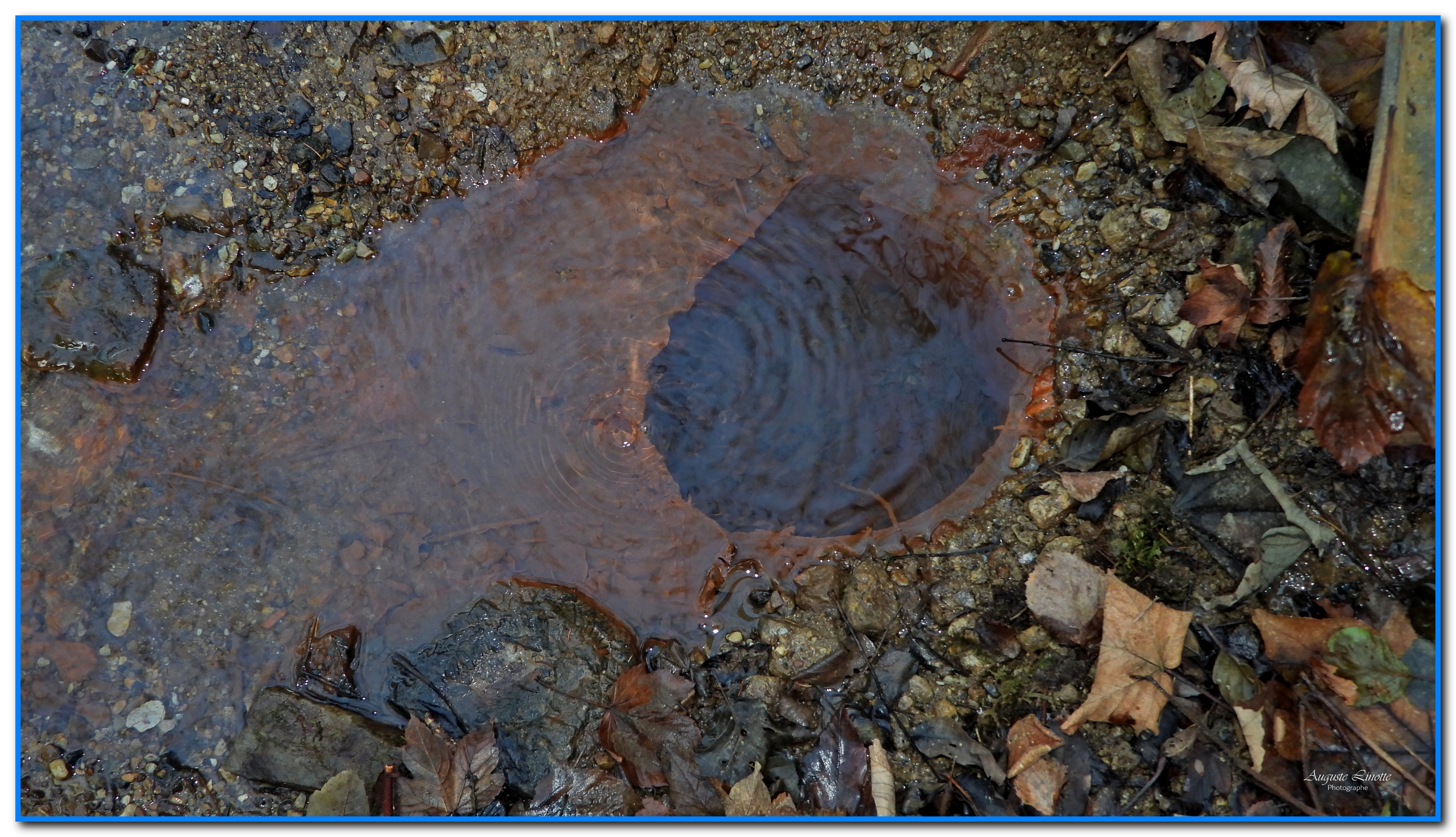